# Urša Križnar
Urša Križnar, geborene Bogataj  (* 7. März 1995 in Ljubljana) ist eine ehemalige slowenische Skispringerin. Bei den Olympischen Winterspielen 2022 in Peking wurde sie sowohl im Einzel von der Normalschanze als auch mit der slowenischen Mannschaft im Mixed-Team Olympiasiegerin.

## Werdegang
Bogataj gab am 21. Januar 2009 in Toblach ihr Debüt im Continental Cup und schaffte es als 29. auf Anhieb in die Punkteränge. Danach sprang sie erst wieder gegen Ende der nächsten Saison in Ljubno international. Nachdem sie beim ersten Springen nicht antrat, schaffte Bogataj es beim zweiten Springen als 30. erneut in die Punkteränge. In dieser Saison trat sie noch in Villach an und belegte die Plätze 33 und 29. Bei den Nordischen Skispielen der OPA 2010 in Eisenerz gewann sie die Bronzemedaille. In der Saison 2010/11 gewann sie im Ladies Cup in Mürzzuschlag ein Springen, wurde in der Gesamtwertung in der Kategorie Schüler 11. Im Sommer 2010 konnte Bogataj bei drei von vier Springen, wo sie antrat, den zweiten Durchgang erreichen. Im Winter war sie erstmals regelmäßig international zu sehen. Dabei gewann sie fast immer Punkte. Bei den OPA-Spielen 2011 in Baiersbronn gewann sie die Goldmedaille. Bei der Junioren-WM in Otepää wurde sie Elfte. Bogatajs beste Ergebnisse in dieser Saison waren zwei sechste Plätze in Zakopane. In der Ladies-Cup-Saison 2011/12 wurde sie beim Springen in Kisovec Zweite und Erste, wurde in der Gesamtwertung der Kategorie Junioren 13. Am 3. Dezember 2011 gab sie ihr Debüt in Weltcup in Lillehammer, wurde 20. Bei den Olympischen Jugend-Winterspielen 2012 in Innsbruck gewann sie Bronze im Einzelspringen der Damen sowie Silber im Teamwettkampf. Bei den Junioren-Weltmeisterschaften 2012 in Erzurum sprang im Einzel auf den 31. Platz und im Team gewann sie die Bronzemedaille.
Bei den Slowenischen Meisterschaften 2012 gewann sie hinter Katja Požun und Maja Vtič die Bronzemedaille.
Am 6. Januar 2013 erzielte sie als Zehnte in Schonach ihre erste Top-Ten-Platzierung in einem Weltcup-Springen. Bei den Nordischen Junioren-Skiweltmeisterschaften 2013 in Liberec belegte sie den fünften Rang im Einzel und wurde zusammen mit Ema Klinec, Špela Rogelj und Katja Požun Junioren-Weltmeisterin im Mannschaftswettbewerb. Einen Monat später nahm sie an den Nordischen Skiweltmeisterschaften in Val di Fiemme teil. Sie belegte im Einzel den 17. Platz und wurde mit der slowenischen Mannschaft Achte im erstmals ausgetragenen Mixed-Teamwettbewerb.
Im Sommer 2013 erreichte Bogataj als Fünfte und Achte in Nischni Tagil sowie als Siebte in Almaty ihre ersten Top-Ten-Platzierungen im Sommer-Grand-Prix. In der Grand-Prix-Gesamtwertung belegte sie mit 140 Punkten den zehnten Rang. Am 25. Januar 2014 erzielte sie als Vierte in Planica ihre bis dato beste Einzel-Platzierung im Weltcup. Bei den Nordischen Junioren-Skiweltmeisterschaften 2014 in Predazzo belegte sie den sechsten Rang im Einzel und holte zusammen mit Barbara Klinec, Anja Javoršek und Špela Rogelj die Silbermedaille hinter Japan im Mannschaftswettbewerb. Ein Jahr später verpasste sie bei der Junioren-WM in Almaty als Vierte im Einzel und Fünfte im Team eine Medaille. Sowohl bei den Nordischen Skiweltmeisterschaften 2015 in Falun als auch 2017 in Lahti gehörte sie zum slowenischen Aufgebot, kam als Ersatzspringerin bei beiden Austragungen allerdings nicht zum Einsatz.
In der Saison 2017/18 belegte sie mit der slowenischen Mannschaft bei den ersten beiden Mannschaftsspringen im Weltcup der Frauen die Plätze fünf in Hinterzarten und zwei in Zaō. Damit erreichte sie ihr erstes Weltcup-Podium. Bei den Olympischen Winterspielen 2018 in Pyeongchang belegte sie im Einzelwettbewerb auf der Normalschanze den 30. Platz. Im Gesamtweltcup dieser Saison wurde sie mit 386 Punkten Neunte und landete somit zum ersten Mal unter den besten zehn. Am 8. Februar 2019 konnte sie beim Heimspringen auf der Logarska dolina in Ljubno mit Platz drei ihren ersten Podestplatz in einem Weltcup-Einzelspringen erreichen. Nur wenige Tage später belegte sie beim Weltcup-Springen in Oberstdorf am 16. Februar erneut den dritten Platz.

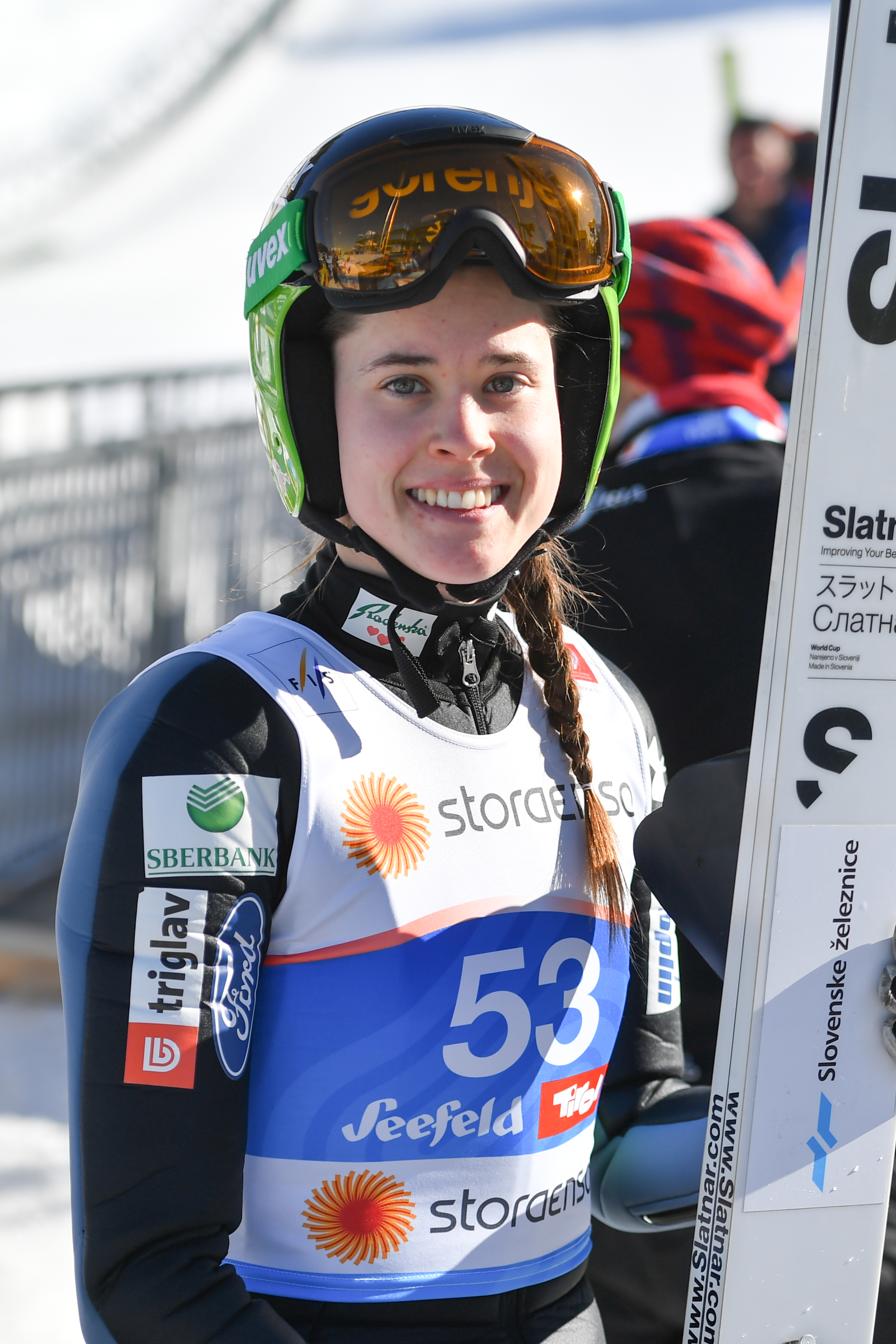
Urša Bogataj bei der Ski-WM 2019

Bei den Weltmeisterschaften 2019 in Seefeld in Tirol belegte sie im Einzelspringen den achten Platz und wurde sowohl mit dem slowenischen Damen- als auch mit dem Mixed-Team jeweils Vierte. In der Weltcup-Gesamtwertung 2018/19 belegte sie den elften Platz.
Ende Dezember 2019 riss sich Bogataj das vordere Kreuzband im rechten Knie, womit sie für den Rest der Saison 2019/20 ausfiel. Im Sommer 2020 kehrte sie auf die Schanze zurück und zeigte mit dem Gewinn der Silbermedaille bei den slowenischen Sommer-Meisterschaften in Kranj direkt wieder eine starke Leistung. Zum Auftakt in den Sommer 2021 gewann Bogataj im polnischen Wisła erstmals ein Grand-Prix-Springen.
Bei den Olympischen Winterspielen 2022 in Peking gewann sie Goldmedaillen im Einzelspringen und zusammen mit Nika Križnar, Timi Zajc und Peter Prevc im gemischten Mannschaftswettbewerb. Mit 106 Metern gelang ihr dabei zusammen mit Ryōyū Kobayashi die Tagesbestweite. Beide stellten bei den Einzelwettbewerben auf der Normalschanze auch jeweils einen Weitenrekord von 108 Metern auf.
Sie wurde zur Slowenischen Sportlerin des Jahres 2022 gekürt.
Am Neujahrstag 2023 erlitt Bogataj beim Wettkampf in Ljubno erneut einen Kreuzbandriss. Im Mai 2023 wurde bekannt gegeben, dass sie aufgrund ihrer Schwangerschaft nicht in der Saison 2023/24 an den Start geht. Am 1. September 2023 berichteten Medien, dass Bogataj und ihr Partner Sandi Križnar, der Bruder von Nika Vodan (geb. Križnar), Eltern eines Sohnes geworden seien. Beide heirateten im Juni 2024.

## Sonstiges
Ihr Bruder Tine Bogataj (* 1997) war ebenfalls Skispringer. Er gewann mit der Mannschaft die Goldmedaille beim EYOF 2015.

## Erfolge

### Weltcupsiege im Einzel
| Nr. | Datum            | Ort        | Typ           |
| --- | ---------------- | ---------- | ------------- |
| 1.  | 26. Februar 2022 | Hinzenbach | Normalschanze |
| 2.  | 12. März 2022    | Oberhof    | Normalschanze |
| 3.  | 13. März 2022    | Oberhof    | Normalschanze |

### Weltcupsiege im Team
| Nr. | Datum           | Ort       | Typ               |
| --- | --------------- | --------- | ----------------- |
| 1.  | 23. Januar 2021 | Ljubno    | Normalschanze     |
| 2.  | 28. Januar 2022 | Willingen | Großschanze Mixed |
| 3.  | 4. März 2022    | Oslo      | Großschanze Mixed |

### Grand-Prix-Siege im Einzel
| Nr. | Datum              | Ort          | Typ         |
| --- | ------------------ | ------------ | ----------- |
| 1.  | 17. Juli 2021      | Wisła        | Großschanze |
| 2.  | 18. Juli 2021      | Wisła        | Großschanze |
| 3.  | 6. August 2021     | Courchevel   | Großschanze |
| 4.  | 11. September 2021 | Tschaikowski | Großschanze |
| 5.  | 23. Juli 2022      | Wisła        | Großschanze |
| 6.  | 6. August 2022     | Courchevel   | Großschanze |
| 7.  | 2. Oktober 2022    | Klingenthal  | Großschanze |

## Statistik

### Platzierungen
| Saison  | Weltcup | Continental Cup | FIS-Ladies-Grand-Prix | Ladies Cup     | Grand Prix |
| ------- | ------- | --------------- | --------------------- | -------------- | ---------- |
| 2008/09 | –       | 83.             | –                     | –              | –          |
| 2009/10 | –       | 66.             | –                     | –              | –          |
| 2010/11 | –       | 19.             | 28.                   | 11. (Junioren) | –          |
| 2011/12 | 30.     | 07.             | –                     | 13. (Junioren) | –          |
| 2012/13 | 14.     | –               | –                     | –              | 30.        |
| 2013/14 | 21.     | –               | –                     | –              | 10.        |
| 2014/15 | 28.     | –               | –                     | –              | 12.        |
| 2015/16 | 19.     | –               | –                     | –              | 12.        |
| 2016/17 | 22.     | –               | –                     | –              | 20.        |
| 2017/18 | 09.     | –               | –                     | –              | 16.        |
| 2018/19 | 11.     | –               | –                     | –              | 16.        |
| 2019/20 | 31.     | 26.             | –                     | –              | 04.        |
| 2020/21 | 16.     | –               | –                     | –              | –          |
| 2021/22 | 03.     | –               | –                     | –              | 01.        |
| 2022/23 | 23.     | –               | –                     | –              | 01.        |

### Weltcup-Platzierungen
| Saison  | Platz | Punkte |
| ------- | ----- | ------ |
| 2011/12 | 30.   | 0075   |
| 2012/13 | 14.   | 0338   |
| 2013/14 | 21.   | 0220   |
| 2014/15 | 28.   | 0091   |
| 2015/16 | 19.   | 0235   |
| 2016/17 | 22.   | 0165   |
| 2017/18 | 09.   | 0386   |
| 2018/19 | 11.   | 0627   |
| 2019/20 | 31.   | 0053   |
| 2020/21 | 16.   | 0232   |
| 2021/22 | 03.   | 1151   |
| 2022/23 | 23.   | 0249   |

### Grand-Prix-Platzierungen
| Saison | Platz | Punkte |
| ------ | ----- | ------ |
| 2012   | 30.   | 0020   |
| 2013   | 10.   | 0140   |
| 2014   | 12.   | 0038   |
| 2015   | 12.   | 0105   |
| 2016   | 20.   | 0029   |
| 2017   | 16.   | 0096   |
| 2018   | 16.   | 0085   |
| 2019   | 04.   | 0160   |
| 2021   | 01.   | 0600   |
| 2022   | 01.   | 0460   |

### Schanzenrekorde
| Ort         | Weite               | aufgestellt am  | Rekord bis    |
| ----------- | ------------------- | --------------- | ------------- |
| Zhangjiakou | 108,0 m (HS: 106 m) | 5. Februar 2022 | aktuell 1     |
| Oberhof     | 097,5 m (HS: 100 m) | 11. März 2022   | 12. März 2022 |
| Oberhof     | 098,0 m (HS: 100 m) | 12. März 2022   | 12. März 2022 |
| Oberhof     | 098,5 m (HS: 100 m) | 12. März 2022   | 13. März 2022 |
| Oberhof     | 101,0 m (HS: 100 m) | 13. März 2022   | aktuell       |